# Devillea cerrutii
Devillea cerrutii är en mångfotingart som beskrevs av Manfredi 1956. Devillea cerrutii ingår i släktet Devillea och familjen Xystodesmidae. Inga underarter finns listade i Catalogue of Life.